# Sturisoma tenuirostre
 Sturisoma tenuirostre es una especie de pez de la familia  de los loricáridos y del orden de los siluriformes.

## Morfología
El macho puede alcanzar 12,6 cm de longitud total.

## Distribución geográfica
Se encuentra en Sudamérica, en la cuenca del río Meta, en Colombia y Venezuela.